# Gaislachkogel
De Gaislachkogel of Gaislacher Kogel is een 3056 meter hoge bergtop in de Ötztaler Alpen in het Oostenrijkse Tirol.
De berg ligt in de Weißkam, tussen het Venter Tal in het zuiden en het Rettenbachtal in het noorden in. Op de zuidflank van de berg liggen de Gaislacher See en de Gaislacher Kar, op de zuidoostelijke flank ligt de Gaislachalm. De Ötztaler Gletscherbahn voert vanuit Sölden in het Ötztal via een tussenstation op 2174 meter hoogte naar een bergstation net over de top van de berg.
In december 2013 opende op de top van de berg een nieuw restaurant. Dit restaurant is te zien in de in 2015 uitgebrachte James Bond (Daniel Craig) film; Spectre. In deze film doet het gebouw dienst als een fictief gezondheidsoord genaamd de Hoffler Klinik. Bond ontmoet hier voor het eerst tegenspeelster Dr. Madeleine Swann (Léa Seydoux). Naast het restaurant is ook de in de winter van 2011 gebouwde skilift, de Gaislachkoglbahn, in de film te zien. 